# Filip Gačevski
Filip Gačevski, makedonsko-slovenski nogometaš, * 17. avgust 1990, Murska Sobota.
Gačevski je profesionalni nogometaš, ki igra na položaju vratarja. Od leta 2022 je član makedonskega kluba Vardar. Pred tem je branil za slovensko Muro 05, avstrijska Kapfenberger in Lustenau 07, makedonsko Bregalnico Štip in ciprski Enosis Neon Paralimni. Skupno je v drugi slovenski ligi odigral 16 tekem. Bil je tudi član makedonske reprezentance do 21 let.